# 克魯格洛耶湖 (濱海邊疆區)
44°36′40″N 136°12′45″E / 44.61111°N 136.21250°E
克魯格洛耶湖（俄语：Круглое），是俄羅斯的湖泊，位於該國中西部，由濱海邊疆區負責管轄，長0.6公里、寬0.5公里，面積0.26平方公里，湖岸線長度2公里，集水區面積10.2平方公里。